# Ashley Hutchings

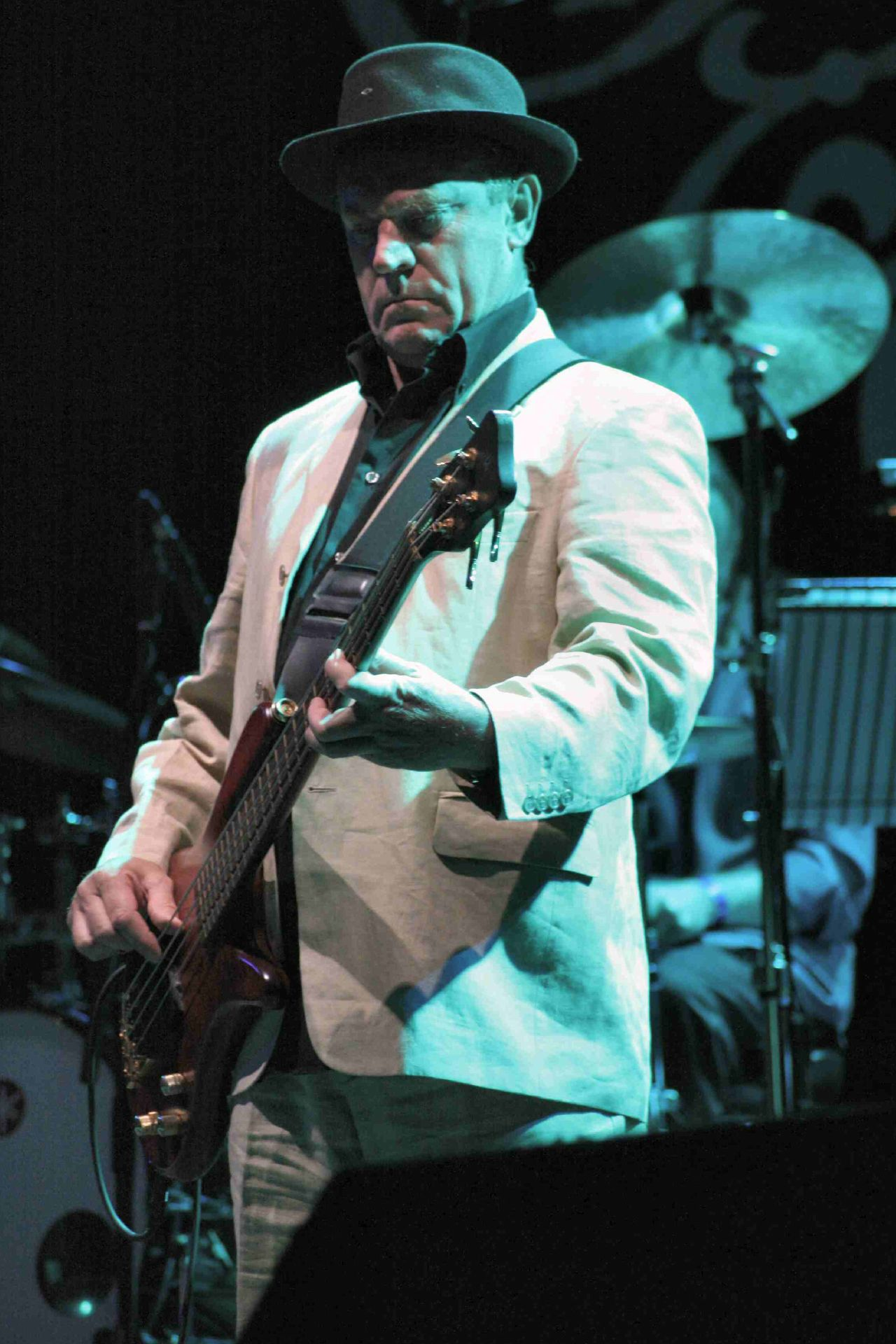
Ashley Hutchings

Ashley Simon Hutchings (Southgate (Londen), 26 januari 1945) is een Engelse muzikant.
Hutchings werd geboren in Londen, maar woonde later in Muswell Hill. Hij vormde diverse groepen, waaronder Dr K's Blues Band in 1964. Met de gitarist Simon Nicol repeteerden zij boven de medische praktijk van Ashleys vader. De naam van het huis was Fairport, later gebruikt in Fairport Convention, de band die zij samen opgericht hebben. 
Hutchings heeft meer groepen opgericht dan enige andere basgitarist. De belangrijkste zijn Fairport Convention en Steeleye Span, ontstaan nadat hij in 1970 Fairport verliet, en de zeer bekende Albion Country Band.
In 2004 hief Hutchings zijn Albion-band op en ging hij deel uitmaken van een kwartet Rainbow Chasers met Jo Hamilton, Mark Hutchinson en Ruth Angell. 
Hij was ook betrokken bij het populariseren van de Morris dance en de bijbehorende muziek via een aantal albums, (één voorbeeld: Morris On) zie verder de discografie.  

## Discografie
Fairport Convention, zie aldaar
Steeleye Span, zie aldaar
Matthews Southern Comfort:
- 1970: Matthews' Southern Comfort

Met de Albion Band
- Battle of the Field (1976)
- The Prospect Before Us (1977)
- Rise Up Like the Sun (1978)
- The BBC Sessions (1978)
- Lark Rise to Candleford (1980)
- Light Shining (1982)
- Shuffle Off (1983)
- Under the Rose (1984)
- Stella Maris (1987)
- Live at the Cambridge Folk Festival (1987)
- Give Me A Saddle I'll Trade You A Car (1989)
- The Best of 1989/90 (1990)
- In Concert (1993)
- Acousticity (1993)
- Captured (1994)
- Albion Heart (1995)
- Demi Paradise (1996)
- The Acoustic Years 1993 - 1997 (1997)
- Happy Accident (1998)
- Before Us Stands Yesterday (1999)
- Christmas Album (2000)
- The HDT Years (2000)
- An Evening With (2002)
- An Albion Christmas (2003)

Met de Albion Dance Band
- I Got New Shoes (1988)

Met Albion Morris
- Still Dancing After All These Years (2003)

- No Surrender - Ashley Hutchings and Albion Band (2003)

### Ashley Hutchings als producer en bass-speler
- Morris On (1971)
- The Compleat Dancing Master (1974)
- Son of Morris On (1976)
- Rattlebone and Ploughjack (1976)
- Kicking Up the Sawdust (1977)
- An Hour With Cecil Sharp (1986)
- By Gloucester Docks I Sat Down and Wept (1987)
- The Guv'nor vol 1 (1993)
- A Batter Pudding for John Keats (1996)
- The Guv'nor vol 2 (1997)
- The Guv'nor vol 3 (1999)
- The Guv'nor vol 4 (1999)
- Folk Aerobics (2001)
- Over the Downs (2001)
- The Ridgeriders (2001)
- Street Cries (2001)
- The Guv'nor vol 5 (2002)
- Grandson of Morris On (2002)
- Human Nature? (2003)
- As I Cycled Out One May Morning(2003)
- Great Grandson of Morris On(2004)
- Burning Bright (album)|Burning Bright (2005) (box set)
- Morris On the Road (2005)

- Bibsys: 5070690
- Bibliothèque nationale de France: cb165233286 (data)
- Gemeinsame Normdatei: 124865283
- International Standard Name Identifier: 0000 0001 2133 8164
- Library of Congress Control Number: n80081226
- MusicBrainz: 41b79e6f-9621-45c9-836c-9f08bedba4eb
- Nationale Bibliotheek van Israël: 987007419189205171
- Nederlandse Thesaurus van Auteursnamen: 09801577X
- Virtual International Authority File: 55091878
- WorldCat: E39PBJjdbG9yjyfY7rK4FvpVmd